# Veruca Salt
Veruca Salt – zespół muzyczny pochodzący z Chicago, grający muzykę gatunku post-grunge. W przeciwieństwie do innych zespołów tego typu, partie wokalne są wykonywane przez głosy kobiece - m.in. Louise'ę Post, główną wokalistkę zespołu. 
Nazwa Veruca Salt pochodzi od Verucy Salt; jednej z bohaterek powieści Charlie i fabryka czekolady (1964) Roalda Dahla i ekranizacji Willy Wonka i fabryka czekolady (1971).

## Skład
- Louise Post
- Stephen Fitzpatrick
- Kellii Scott
- Nicole Fiorentino

## Byli członkowie zespołu
- Nina Gordon
- Suzanne Sokol
- Jimmy Madla
- Gina Crosley
- Jim Shapiro
- Stacy Jones
- Steve Lack
- Mareea Patterson
- Michael Miley
- Eva Gardner
- Toby Lang

## Dyskografia
- American Things (1994)
- Victrola (1995)
- Blow It Out Your Ass It's Veruca Salt (1996)
- Eight Arms to Hold You (1997)
- Resolver (2000)
- Officially Dead (2003)
- Lords of Sound and Lesser Things (2005)
- IV (2006)

## Single
- Seether (1994) - American Things
- All Hail Me (1995) - American Thighs
- Number One Blind (1995) - American Things
- Victrola (1995) - American Thighs
- Volcano Girls (1997) - Eight Arms to Hold You
- Shutterbug (1997) - Eight Arms to Hold You
- Benjamin (1997) - Eight Arms to Hold You

- The Morning Sad (1997) - Eight Arms to Hold You
- Straight (1997) - Eight Arms to Hold You
- Born Entertainer (2000) - Resolver
- Only You Know (2000) - Resolver
- Officially Dead (2003) - Resolver
- So Weird (2006) - IV